# 220-as busz (Budapest)
A budapesti 220-as jelzésű autóbusz Újpest-központ és az Izzó utcai lakótelep (Újpest, Erdősor út) között közlekedik. A járatot az ArrivaBus üzemelteti.
A busz egyedi vonalvezetésének köszönhetően egy nagy 8-ast ír le Újpesten. Újpest-központból kiindulva érinti a Kertvárost, az új (Erdősor út) és régi Izzó (Izzó utca) lakótelepeket. Visszafelé feltárja a Kertvárost, és a Szakorvosi Rendelő érintésével érkezik meg újra Újpest-központba.

## Története
2008. szeptember 6-án a 20-as busz jelzése 220-asra módosult.
2016. június 4-étól hétvégente és ünnepnapokon, majd 2021. október 25-étől minden nap az autóbuszokra kizárólag az első ajtón lehet felszállni, ahol a járművezető ellenőrzi az utazási jogosultságot.

## Járművek
A busz régebben szóló Ikarus 260-as kocsikkal közlekedett. A 2000-es évek elején a vonalra a Mezőtúri Klímaipari Centrumnál korszerűsített Ikarus 260-asok kerültek, amik új fényezésükkel és FOK-GYEM utastájékoztató rendszerrel hívták fel magukra a figyelmet. 2008 elején a BKV Zrt. óbudai telephelye az ilyen járművek nagy részét Dél-Pestre és Cinkotára küldte, helyébe cinkotai Ikarus 415-ösöket és dél-pesti, az átadott buszokkal megegyező egyedi festésű, ám a BKV GJSz-nél felújított táblás Ikarus 260-asokat kapott. Így innentől fogva a 2008-as paraméterkönyv életbe lépéséig hagyományos kivitelű 260-asok közlekedtek a vonalon. A viszonylat a 2008-as paraméterkönyvnek köszönhetően 2012-ig alvállalkozói alacsony padlós buszokat is kapott. Az Ikarus 260-as és az Ikarus 415-ös buszokat az Óbudai garázs, az Alfa Localo buszokat pedig a Nógrád volán biztosította. Hétköznap 5 Ikarus 260-as és 2 Volvo, szombaton 2 Ikarus 415-ös és 2 Volvo, míg vasárnap és ünnepnapokon 2 Ikarus 415-ös és egy Volvo közlekedett a vonalon. A Nógrád Volán kivonulása miatt 2012. május 1-jétől a BKV adott ki alacsony padlós Mercedes-Benz Citaro buszokat a 260-ok mellett. Jelenleg az ArrivaBus MAN Lion’s City 12D buszai közlekednek a vonalon.

## Útvonala
| Újpest, Erdősor út felé |
| Újpest-központ M vá. – Árpád út – István út – Görgey Artúr út – Kiss Ernő utca – Leiningen Károly utca – Iglói utca – Sporttelep utca – Újpest, Erdősor út vá.                         |
| Újpest-központ felé |
| Újpest, Erdősor út vá. – Erdősor út – Baross utca – Fóti út – Nádor utca – Vécsey Károly utca – Leiningen Károly utca – Szent Imre utca – Rózsa utca – Árpád út – Újpest-központ M vá. |

## Megállóhelyei
| 0  | Újpest-központ M végállomás     | |
| 2  | Kiss Ernő utca                  | 12, 14 |
| 3  | Szent László tér                | 20E, 96 |
| 4  | Vécsey Károly utca              | 20E, 96 |
| 5  | Iglói utca                      | 20E, 96, 121 |
| 6  | Vadgesztenye utca               | 20E, 121 |
| 7  | Erdősor út                      | 20E, 121 |
| 8  | Ugró Gyula sor                  | |
| 9  | Izzó utca                       | |
| 10 | Baross utca / Fóti út           | 30, 30A, 96, 147, 230 |
| 12 | Bucka utca                      | 96 |
| 13 | Vécsey Károly utca / Nádor utca | 96 |
| 14 | Vécsey Károly utca              | 20E, 96 |
| 16 | Szent László tér                | 20E, 96 |
| 17 | Újpesti rendelőintézet          | 12, 14 20E, 96 |
| 18 | Deák Ferenc utca / Rózsa utca   | 20E |
| 20 | Árpád üzletház                  | 20E, 25, 104, 104A, 120, 170, 196, 196A, 204, 270                                                                                 |
| 21 | Erzsébet utca                   | 25, 104, 104A, 120, 170, 204, 270                                                                                                 |
| 22 | Újpest-központ M végállomás     | 12, 14 25, 30, 30A, 104, 104A, 120, 147, 170, 196, 196A, 204, 230, 270 308, 309, 310, 313, 314, 315, 316, 317, 318, 319, 320, 321 |